# IAAF Label Road Races 2009

Logo

Die IAAF Label Road Races 2009 waren Laufveranstaltungen, die von der IAAF für 2009 das Etikett Gold oder Silber erhielten. 

## Gold
| auch Teil des World Marathon Majors |

| Datum  | Veranstaltung                                       | Distanz    | Sieger                 | Siegerin                  |
| ------ | --------------------------------------------------- | ---------- | ---------------------- | ------------------------- |
| 03.01. | Xiamen-Marathon Xiamen                              | 42,195 km  | Samuel Muturi Mugo     | Chen Rong                 |
| 01.03. | World’s Best 10K San Juan                           | 10 km      | Sammy Kirop Kitwara    | Vivian Jepkemoi Cheruiyot |
| 01.03. | Biwa-See-Marathon Ōtsu                              | 42,195 km  | Paul Tergat            | –                         |
| 22.03. | Lissabon-Halbmarathon Lissabon                      | 21,0975 km | Martin Kiptoo Lel      | Kara Goucher              |
| 05.04. | Paris-Marathon Paris                                | 42,195 km  | Vincent Kipruto        | Atsede Baysa              |
| 20.04. | Boston-Marathon 2009 Boston                         | 42,195 km  | Deriba Merga           | Salina Jebet Kosgei       |
| 26.04. | Hamburg-Marathon Hamburg                            | 42,195 km  | Solomon Tsige          | Alessandra Aguilar        |
| 26.04. | London-Marathon 2009 London                         | 42,195 km  | Samuel Wanjiru         | Irina Mikitenko           |
| 17.05. | Great Manchester Run Manchester                     | 10 km      | Haile Gebrselassie     | Vivian Jepkemoi Cheruiyot |
| 02.08. | Bogotá-Halbmarathon Bogotá                          | 21,0975 km | Isaac Macharia Wanjohi | Lydia Cheromei            |
| 20.09. | Berlin-Marathon 2009 Berlin                         | 42,195 km  | Haile Gebrselassie     | Atsede Habtamu            |
| 20.09. | Great North Run Newcastle upon Tyne – South Shields | 10 km      | Martin Kiptoo Lel      | Jéssica Augusto           |
| 04.10. | Portugal-Halbmarathon Lissabon                      | 21,0975 km | Silas Kipngetich Sang  | Helena Loshanyang Kirop   |
| 11.10. | Chicago-Marathon 2009 Chicago                       | 42,195 km  | Samuel Kamau Wanjiru   | Irina Mikitenko           |
| 18.10. | Peking-Marathon Peking                              | 42,195 km  | Samuel Muturi Mugo     | Bai Xue                   |
| 25.10. | Frankfurt-Marathon Frankfurt am Main                | 42,195 km  | Gilbert Kipruto Kirwa  | Agnes Jepkemboi Kiprop    |
| 25.10. | Great South Run Portsmouth                          | 10 Meilen  | Mo Farah               | Inês Monteiro             |
| 01.11. | Delhi-Halbmarathon Neu-Delhi                        | 21,0975 km | Deriba Merga           | Mary Jepkosgei Keitany    |
| 01.11. | New-York-City-Marathon 2009 New York City           | 42,195 km  | Meb Keflezighi         | Derartu Tulu              |

## Silber
| Datum  | Veranstaltung                       | Distanz    | Sieger                    | Siegerin                  |
| ------ | ----------------------------------- | ---------- | ------------------------- | ------------------------- |
| 18.01. | Mumbai-Marathon Mumbai              | 42,195 km  | Kenneth Mburu Mungara     | Kebebush Haile            |
| 25.01. | Osaka Women’s Marathon Osaka        | 42,195 km  | –                         | Yōko Shibui               |
| 01.02. | Beppu-Ōita-Marathon Ōita            | 42,195 km  | Adil Annani               | –                         |
| 20.02. | RAK-Halbmarathon Ra’s al-Chaima     | 21,0975 km | Patrick Makau Musyoki     | Dire Tune                 |
| 08.03. | Nagoya-Marathon Nagoya              | 42,195 km  | –                         | Yoshiko Fujinaga          |
| 15.03. | Seoul International Marathon Seoul  | 42,195 km  | Moses Kimeli Arusei       | Robe Guta                 |
| 22.03. | Rom-Marathon Rom                    | 42,195 km  | Benjamin Kolum Kiptoo     | Firehiwot Dado            |
| 22.03. | Tokio-Marathon Tokio                | 42,195 km  | Salim Kipsang             | Mizuho Nasukawa           |
| 28.03. | Prag-Halbmarathon Prag              | 21,0975 km | Nicholas Kipruto Koech    | Rose Jerotich Kosgei      |
| 05.04. | Rotterdam-Marathon Rotterdam        | 42,195 km  | Duncan Kibet Kirong       | Nailja Julamanowa         |
| 19.04. | Vienna City Marathon Wien           | 42,195 km  | Gilbert Kipruto Kirwa     | Andrea Mayr               |
| 19.04. | Nagano-Marathon Nagano              | 42,195 km  | Isaac Wanjohi Macharia    | Irina Timofejewa          |
| 19.04. | Turin-Marathon Turin                | 42,195 km  | Benson Kipchumba Barus    | Agnes Jepkemboi Kiprop    |
| 26.04. | Madrid-Marathon Madrid              | 42,195 km  | Khalid Kamal Yaseen       | Mehtap Doğan-Sızmaz       |
| 10.05. | Prag-Marathon Prag                  | 42,195 km  | Patrick Mutuku Ivuti      | Olga Glock                |
| 23.05. | Ottawa 10K Ottawa                   | 10 km      | Deriba Merga              | Teyba Erkesso             |
| 24.05. | Ottawa-Marathon Ottawa              | 42,195 km  | David Emmanuel Cheruiyot  | Asmae Leghzaoui           |
| 30.05. | Freihofer’s Run for Women Albany    | 5 km       | –                         | Teyba Erkesso             |
| 12.09. | Grand Prix von Prag Prag            | 10 km      | Dickson Marwa             | –                         |
| 27.10. | Toronto Waterfront Marathon Toronto | 42,195 km  | Kenneth Mburu Mungara     | Amane Gobena              |
| 04.10. | Köln-Marathon Köln                  | 42,195 km  | Evans Kipkosgei Ruto      | Sabrina Mockenhaupt       |
| 18.10. | Istanbul-Marathon Istanbul          | 42,195 km  | Kasime Adilo              | Bizunesh Urgesa           |
| 20.10. | Dam tot Damloop Amsterdam           | 10 Meilen  | Moses Ndiema Masai        | Linet Chepkwemoi Masai    |
| 25.10. | Marseille – Cassis Marseille        | 20,308 km  | Dieudonné Disi            | Meseret Mengistu          |
| 25.10. | Venedig-Marathon Venedig            | 42,195 km  | John Kipkorir Komen       | Anne Jepkemboi Kosgei     |
| 08.11. | Athen-Marathon Athen                | 42,195 km  | Josephat Kipkurui Ngetich | Akemi Ozaki               |
| 06.12. | Fukuoka-Marathon Fukuoka            | 42,195 km  | Tsegay Kebede             | –                         |
| 06.12. | Singapur-Marathon Singapur          | 42,195 km  | Luke Kibet                | Albina Majorowa           |
| 31.12. | San Silvestre Vallecana Madrid      | 10 km      | Moses Ndiema Masai        | Vivian Jepkemoi Cheruiyot |